# Frankenhain (Schlieben)
Frankenhain ist ein Ortsteil der Stadt Schlieben im Landkreis Elbe-Elster in Brandenburg. Frankenhain liegt etwa 3 Kilometer südöstlich des Stadtkerngebietes.

## Geschichte

### Urkundliche Ersterwähnung und Entwicklung des Ortsnamens

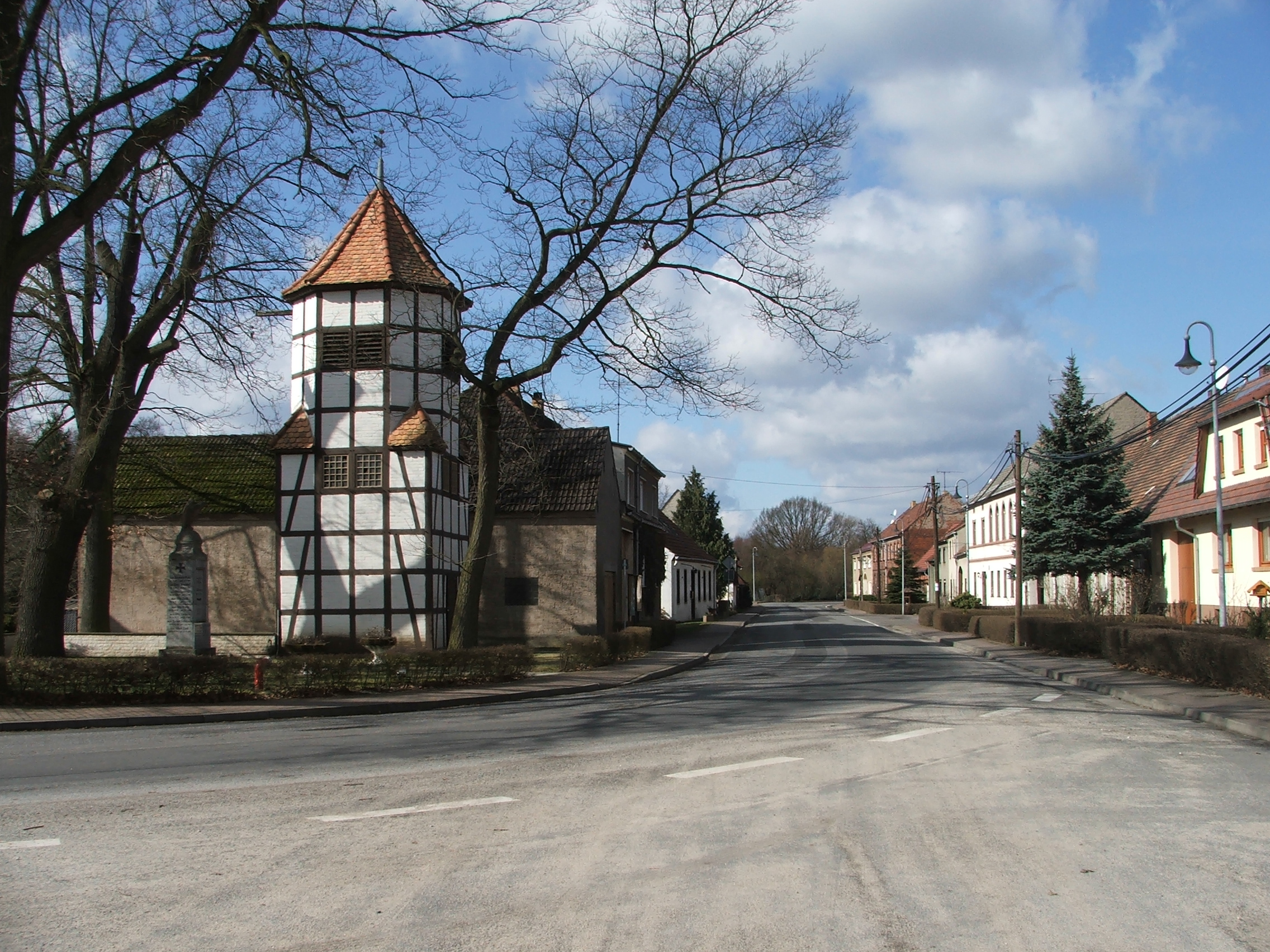
Die Dorfstraße in Frankenhain

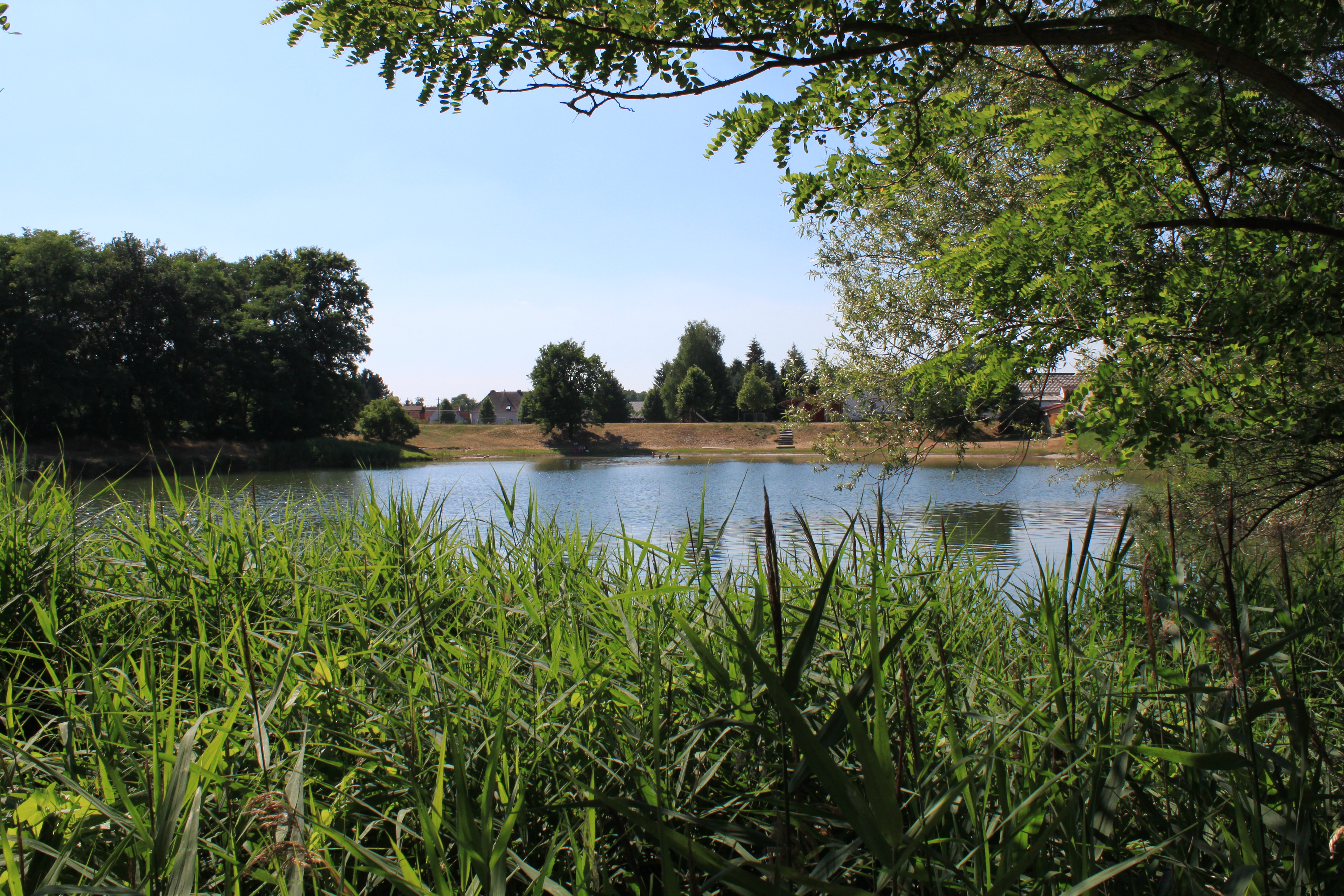
Neben dem Badesee ist der Festplatz mit Freilichtbühne

Der Ort wurde 1384 urkundlich erstmals als Frankinhayn erwähnt. Weitere Erwähnungen und Schreibweisen waren: 1384 Frankenhain, 1474 und 1602 Franckenhain. Der Ortsname bezeichnet eine am Hain gelegene Siedlung der  Franken beziehungsweise des Franko.

### Ortsgeschichte
Frankenhain war ein von deutschen Siedlern angelegtes Reihendorf, das ursprünglich nur eine Reihe Hufen hatte. Später entstanden weitere Häuser ohne Gärten an der südlich der Reihe verlaufenden Straße. Bis zur Trockenlegung Mitte des 20. Jahrhunderts war Frankenhain von Moor umgeben. Die Bewohner lebten bis dahin vom Torfabbau und Hopfenanbau. Frankenhain war ein Amtsdorf des kursächsischen Amtes Schlieben. Die Bewohner waren in Schlieben eingepfarrt.

## Kultur und Sehenswürdigkeiten
Im Süden des Ortes befindet sich ein aus einer Kiesgrube entstandener Badesee, auf welchem jährlich ein traditionelles Teichfahren veranstaltet wird. Um den See befindet sich ein kleineres Sport- und Erholungsgebiet.
Außerdem befinden sich im Ort einige Gebäude, die sich auf der örtlichen Denkmalliste befinden. Eines der markantesten Bauwerke im Ort ist dabei ein Glocken- und Feuerwehrturm mit quadratischem Grundriss und oktogonalem Glockengeschoss. Der im zweiten Drittel des 18. Jahrhunderts errichtete Fachwerkbau war 1945 schwer beschädigt und einige Jahre später wieder aufgebaut worden. Etwa 100 Meter weiter ist auf dem Grundstück Frankenhain 2 ein am Anfang des 20. Jahrhunderts entstandener Vierseitenhof zu finden, der ebenfalls zum Teil unter Denkmalschutz steht. Auf dem Nachbargrundstück ist ein Fachwerkbau aus dem 18. Jahrhundert zu finden. Einige Meter weiter gibt es einen historischen Taubenturm, wobei es sich hier um ein Bauwerk handelt, welches gegen Ende des 19. Jahrhunderts zum Teil als Ziegel- und Fachwerkbau entstanden ist.